# Yemas de San Leandro

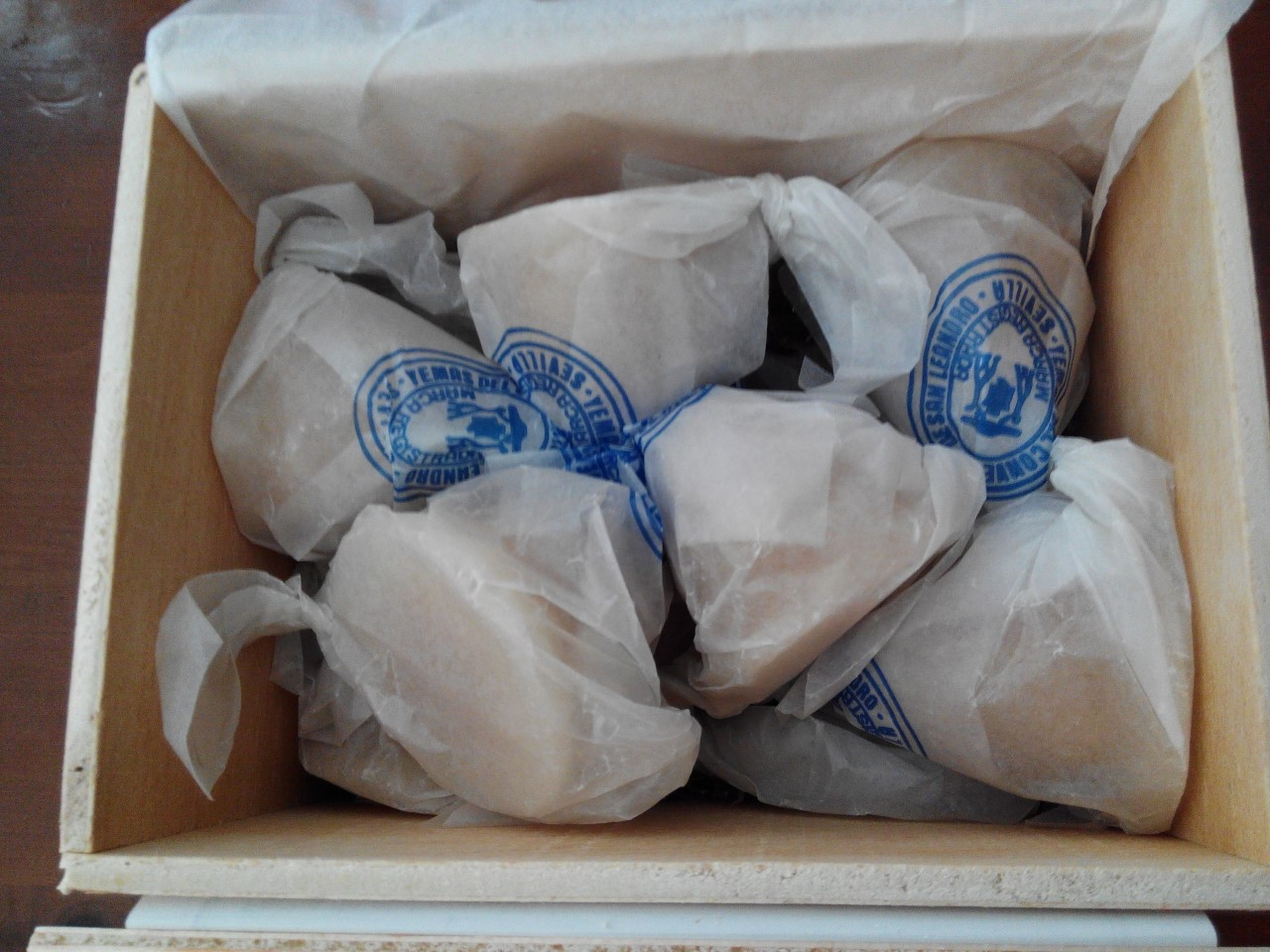
Yemas de San Leandro envasadas en su caja de madera tradicional.

Las yemas de San Leandro son un dulce conventual tradicional que se elabora por las monjas de clausura agustinas ermitañas del Convento de San Leandro en Sevilla (Andalucía). Los ingredientes son yema de huevo y azúcar, según una receta muy antigua.  Se tiene conocimiento de que se fabrican al menos desde el siglo XVI por una carta manuscrita en la que se alaba su exquisitez. Las yemas tienen forma troncocónica, se venden envueltas en papel y envasadas en pequeñas caja de madera selladas y etiquetadas. Tienen gran fama en la ciudad y han sido alabadas por su delicado sabor y reconocidas fuera del ámbito local, son uno de los productos descritos en el libro 1000 Foods To Eat Before You Die: A Food Lover's Life List (mil platos que comer antes de morir) escrito por Mimi Sheraton, antigua crítica gastronómica del New York Times.

## Referencias literarias

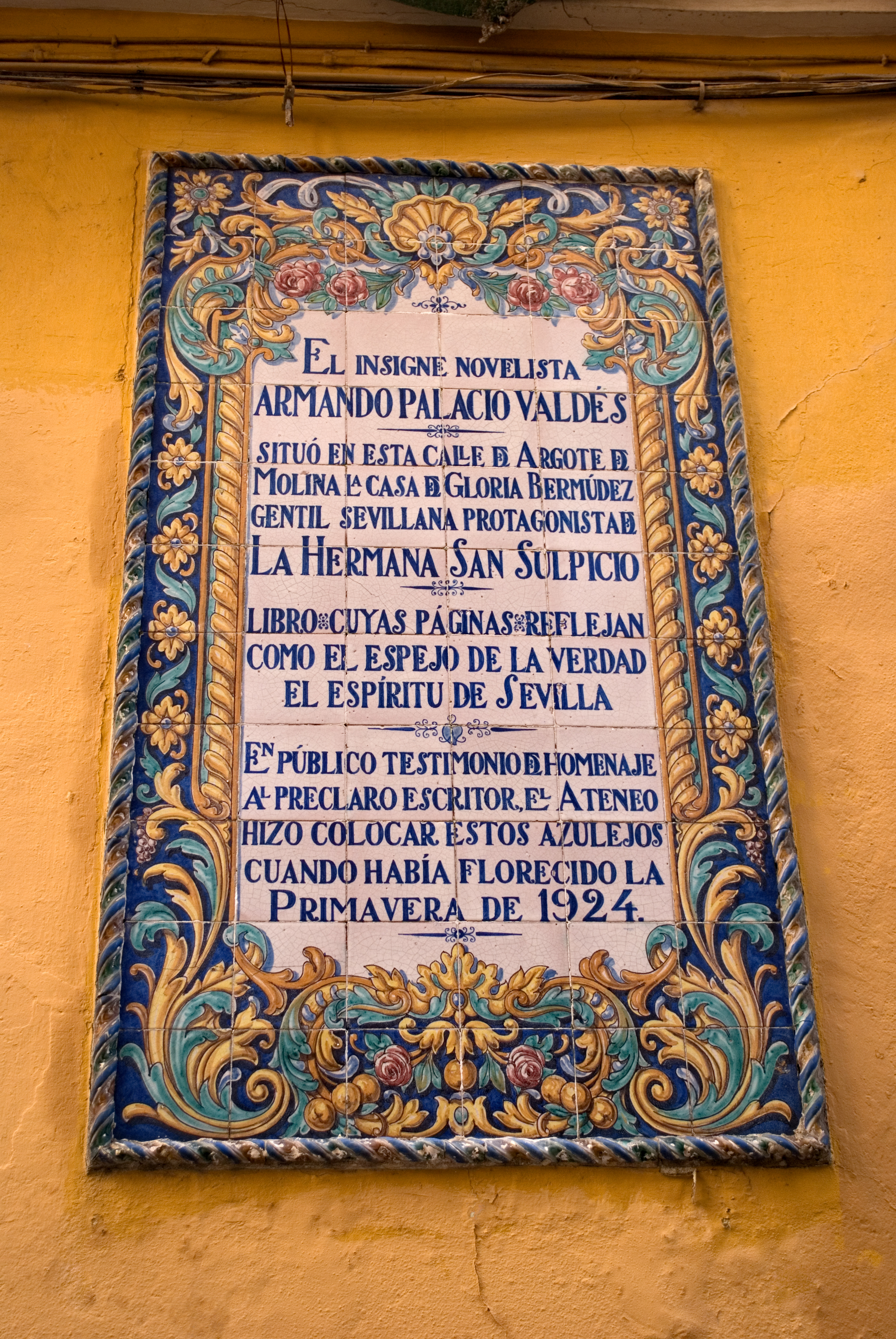
Azulejo en Sevilla en homenaje a Armando Palacio Valdés, autor de La hermana San Sulpicio.